# Saro Cloud
Saro Cloud — британский гидросамолёт-летающая лодка. Разработан компанией Saunders-Roe. Первоначально выпускался как пассажирский самолёт A.19, затем как самолёт обучения пилотов и штурманов Королевских ВВС A.29.

## История
После успеха самолёта A.17 Cutty Sark, компания разработала его увеличенную версию, получившую название A.19 Cloud, который мог перевозить до 8 пассажиров (и двух пилотов). Подобно предыдущей модели, Cloud также представлял собой моноплан с с двумя двигателями, установленными над крылом. Такая конструкция позволяла устанавливать разные типы двигателей, в соответствии с предпочтениями потенциальных покупателей, которым были поставлены 4 самолёта из числа выпущенных.
Первый полет Saro Cloud состоялся 15 июля 1930 года. На прототипе были установлены 2 звездообразных мотора Wright J-6 (300 л.с. / 224 кВт).
Британское Министерство авиации заказало один самолёт для испытаний и в качестве учебно-тренировочного, свой первый полет он совершил в июне 1930 года. По результатам испытаний Министерство заказало (в соответствии со «спецификацией 15/32») 16 самолётов для подготовки пилотов и штурманов, поставленных тремя партиями. Модель с двигателем Serval, получившая обозначение A.29, вмещала 6 курсантов, имела приспособления для установки вооружения в носовом и кормовом отсеках, а также могла нести четыре 50-фунтовые учебные бомбы.

## Применение

### В Королевских ВВС
Первый серийный A.29 Cloud был доставлен на Экспериментальный завод морской авиации на острове Грейн для испытаний и оценки. После доработок корпуса и подножек, в августе 1933 года он был передан в "Учебную эскадрилью гидросамолетов" (база Калшот). Он использовался для обучения как пилотов, готовящимся пересесть на большие летающие лодки передовых частей Королевских ВВС, так и штурманов, поскольку кабина была достаточно большой, чтобы вместить несколько столов с картами. Последний Cloud был передан ВВС Великобритании в 1935 году, и после нескольких лет службы в качестве учебных машин, последняя из них была выведен из эксплуатации в июле 1939 года.

### В Чехословакии
5-й серийный самолёт G-ACGO с двигателями Armstrong Siddeley Serval III после рекламного тура по Европе был продан чехословацкой государственной авиакомпании ČSA (OK-BAK) и переоснащён моторами Walter Pollux. Летал на "отпускной" линии компании Прага-Загреб (Сушак, в годы германской оккупации простоял на складе. В 1950-х годах переделан в моторную лодку Delfin, использовавшуюся на Влтаве и водохранилище Орлик, одним из приблизительно четырёх её владельцев был знаменитый мотогонщик Франтишек Штястный. Затем лодку купил Военно-исторический институт и поместил на открытой выставочной площадке в Кбелах. В 1977 году её передали в Тренчинский авиаремонтный завод и к 1995 году частично реконструирован обратно в летающую лодку, восстановлены хвостовое оперение и верхняя часть фюзеляжа, но крылья пока отсутствуют. Находится в пражском Авиамузее Кбелы.

## Модификации
A.19/1
(G-ABCJ) Прототип с звездообразным двигателем Wright J-6 (300 л.с. / 224 кВт); продан в Канаду (CF-ARB), но в 1934 году возвращён компании Saro и использовался стенд для испытаний двигателей. На нём устанавливались 340-сильные моторы Napier Rapier IV и дополнительные несущие плоскости позади и под мотогондолами. В 1935 году передан в аренду компании Jersey Airways и уже в 1936 году списан.
A.19/2
(G-ABHG, "Flying Amo") Модификация с тремя 215-сильными Armstrong Siddeley Lynx IVC. Из-за проблем с двигателями, на него до поставки заказчику были установлены два звездообразных Pratt & Whitney Wasp C (425 л.с. /  317 кВт). Также был оснащён вспомогательными несущими плоскостями над двигателями, а кроме того двумя килями и рулями направления для улучшения управляемости. В 1940 году продан компании Imperial Airways в качестве учебного для подготовки экипажей, но в 1941 году был сильно повреждён и списан.
A.19/3
K2681, прототип для Министерства авиации с двигателями Armstrong Siddeley Serval III (340 л.с. / 254 кВт). По результатам испытаний было заказано 16 серийных самолетов, получивших обозначение А.29.
A.19/4
(G-ABXW 'Cloud of Iona'), двигатели Wright J-6 (300 л.с. / 224 кВт). Использовался компанией British Flying Boats Ltd для прогулочных и чартерных рейсов, а также некоторое время испытывался на линии Глазго — Белфаст. По состоянию на 1935 год, эксплуатировался компанией Spartan Air Lines, а затем Guernsey Airways, пока 31 июля 1936 года не погиб близ острова Джерси.
A.19/5
(G-ACGO), первоначально установлены двигатели Armstrong Siddeley Serval III (1933). Во время эксплуатации в компании ČSA (OK-BAK), был переоснащён моторами Walter Pollux.
Monospar ST-8
Опытный A.19 K2681, испытывавшийся по заказу Министерства авиации с крыльями от GA Monospar (спецификация 18/32); первый полёт модифицированного самолёта состоялся в 1934 году. Результаты испытаний использовались при разработке Saro A.33.
A.29
Учебный самолёт для подготовки штурманов Королевских ВВС c двигателем Armstrong Siddeley Serval III, построено 16 штук.

## Эксплуатанты
Великобритания
- British Flying Boats
- Guernsey Airways
- Imperial Airways
- Jersey Airways
- Spartan Air Lines
- Royal Air Force: 16 самолётов в различных авиашколах — 48-я эскадрилья (часть школы штурманов, база Мэнстон), 9-я школа начального обучения (база Энсти), школа пилотов-наблюдателей, школа пилотажа (Эндовер), школа взаимодействия с флотом и учебная эскадрилья гидросамолётов (обе — база Калшот).

 Чехословакия
- ČSA: 1 самолёт, OK-BAK (G-ACGO)/

## Тактико-технические характеристики (A.29 Cloud)
Источник данных: The Illustrated Encyclopedia of Aircraft (Part Work 1982–1985). — Orbis Publishing. — P. 2879.

Технические характеристики
- Экипаж: 2 пилота
- Пассажировместимость: 4-8 человек, в зависимости от типа[8]
- Грузоподъёмность: 1650 кг
- Длина: 15,53 м
- Размах крыла: 20 м
- Высота: 5 м
- Площадь крыла: 60 м
- Масса пустого: 3 084 кг
- Максимальная взлётная масса: 4 309 кг
- Силовая установка: 2 × воздушных Armstrong Siddeley Serval III или V
- Мощность двигателей: 2 × 340 л.с. (2 × 250 кВт)
- Воздушный винт: двухлопастные, фиксированного шага

Лётные характеристики
- Максимальная скорость: 190 км/ч
- Практическая дальность: 610 км (4 часа)
- Практический потолок: 4 300 м
- Скороподъёмность: 3,8 м/с[9]

Вооружение
- Стрелково-пушечное: места для установки 7,7-мм) пулемётов Льюиса в носу и корме
- Бомбы: 4 x 50-фунтовые (22,7 кг) учебные бомбы

## Аварии и катастрофы
- 31 июля 1936 года самолёт G-ABXW компании Guernsey Airways разбился близ Джерси, погибли все 10 человек, находившихся на борту.